# Březí (Slabčice)
Březí (německy Birken) je malá vesnice, část obce Slabčice v okrese Písek v Jihočeském kraji. Nachází se asi dva kilometry jihovýchodně od Slabčic. Je zde evidováno 24 adres. V roce 2011 zde trvale žilo 33 obyvatel.
Březí leží v katastrálním území Písecká Smoleč o výměře 9,55 km².

## Historie
První písemná zmínka o vesnici pochází z roku 1362.

## Obyvatelstvo
| Rok            | 1869 | 1880 | 1890 | 1900 | 1910 | 1921 | 1930 | 1950 | 1961 | 1970 | 1980 | 1991 | 2001 | 2011 | 2021 |
| -------------- | ---- | ---- | ---- | ---- | ---- | ---- | ---- | ---- | ---- | ---- | ---- | ---- | ---- | ---- | ---- |
| Počet obyvatel | 129  | 137  | 125  | 134  | 120  | 122  | 110  | 86   | 90   | 76   | 54   | 36   | 30   | 33   | 44   |
| Počet domů     | 18   | 19   | 21   | 21   | 20   | 21   | 22   | 22   | 22   | 18   | 15   | 21   | 22   | 23   | 23   |

## Obecní správa
Při sčítání lidu v letech 1850–1963 Březí bylo osadou obce Písecká Smoleč, se kterým patřilo nejprve do okresu Písek, ale v roce 1950 v okrese Týn nad Vltavou. Od roku 1964 je částí obce Slabčice v okrese Písek.

## Pamětihodnosti
- Kaple na okraji obce je zasvěcená svatému Josefovi.[10]
- U kaple se nalézá kovový kříž na kamenném podstavci. [11]

## Galerie

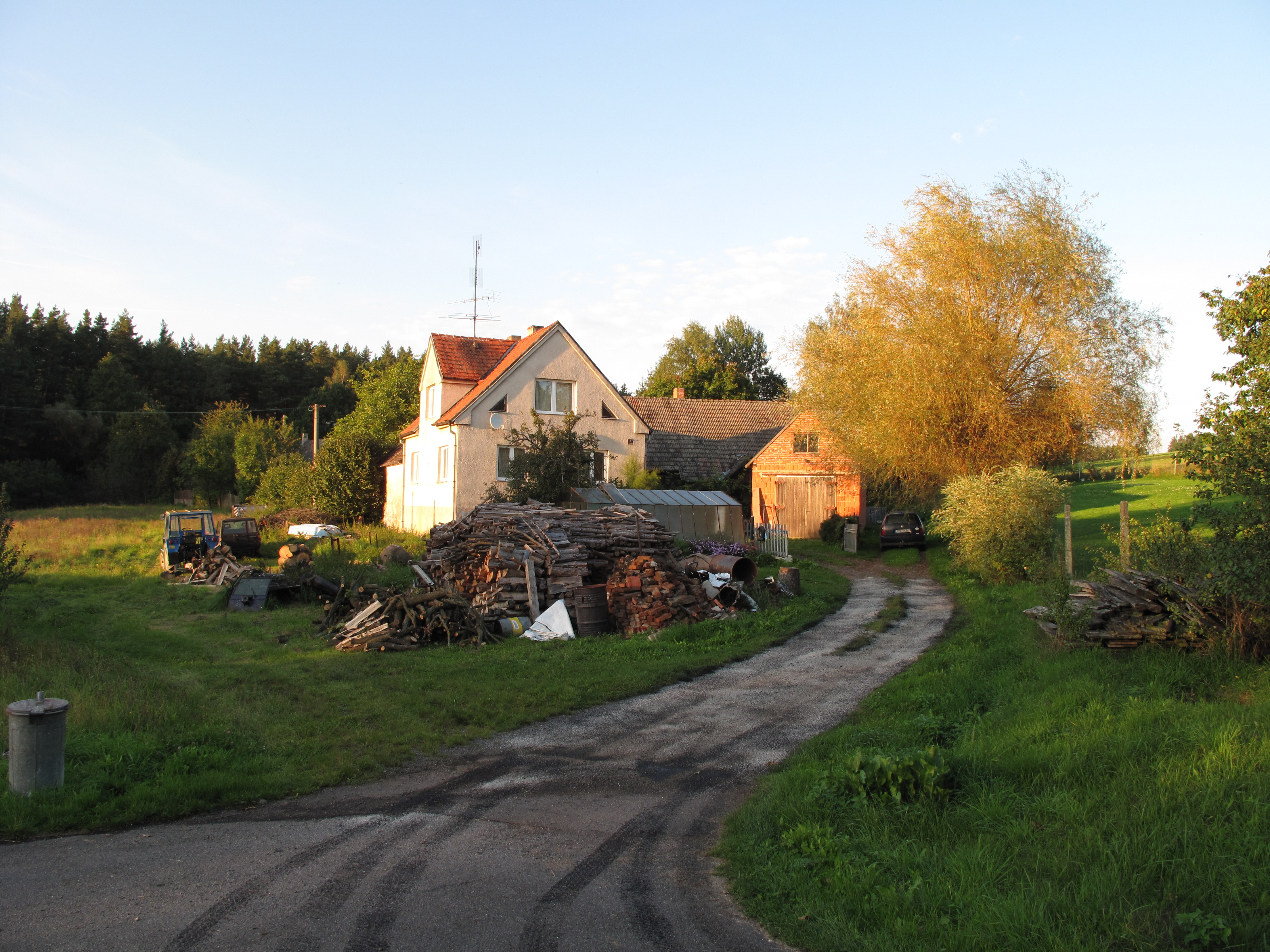
Stavení
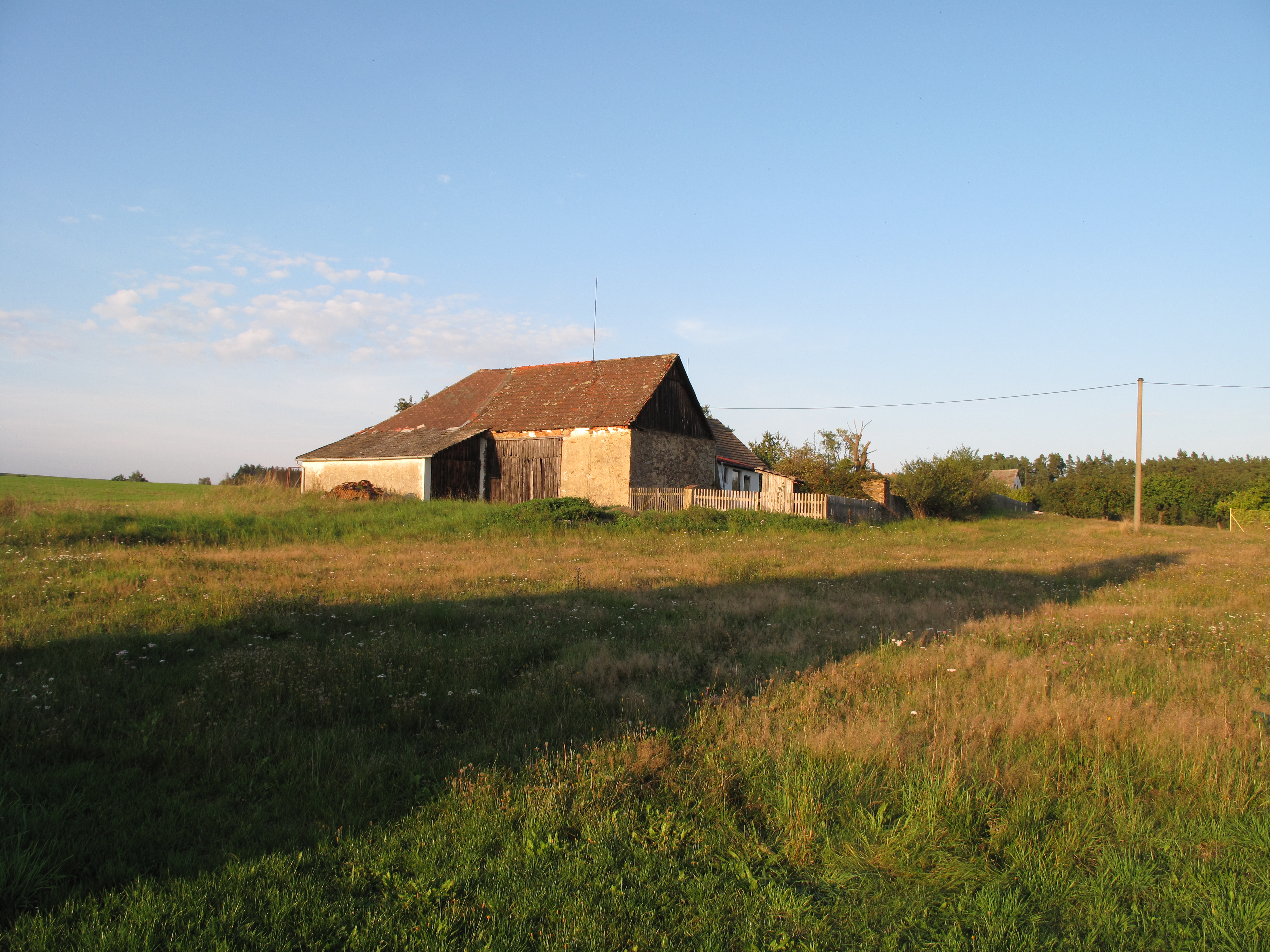
Stodola
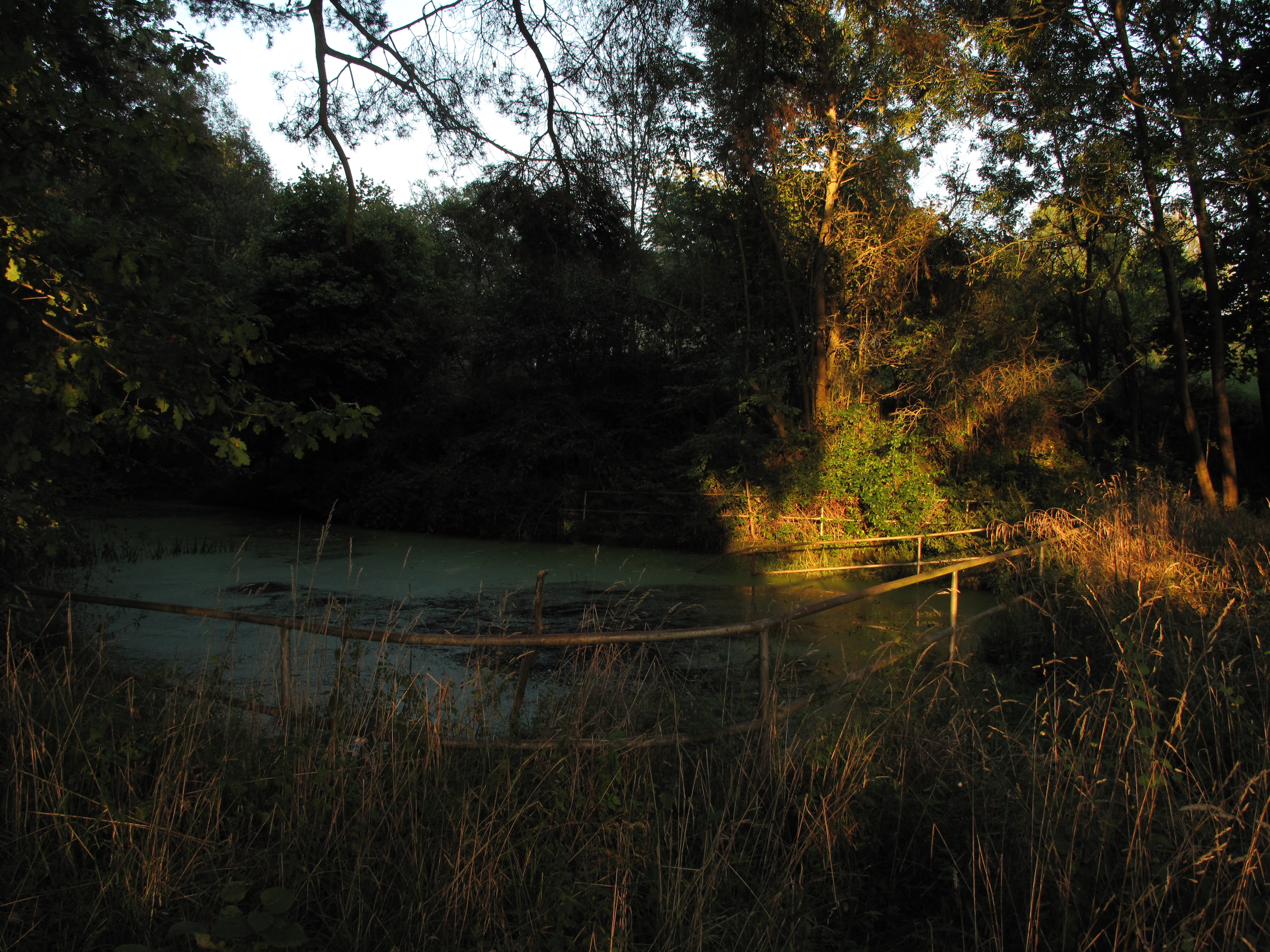
Nádrž
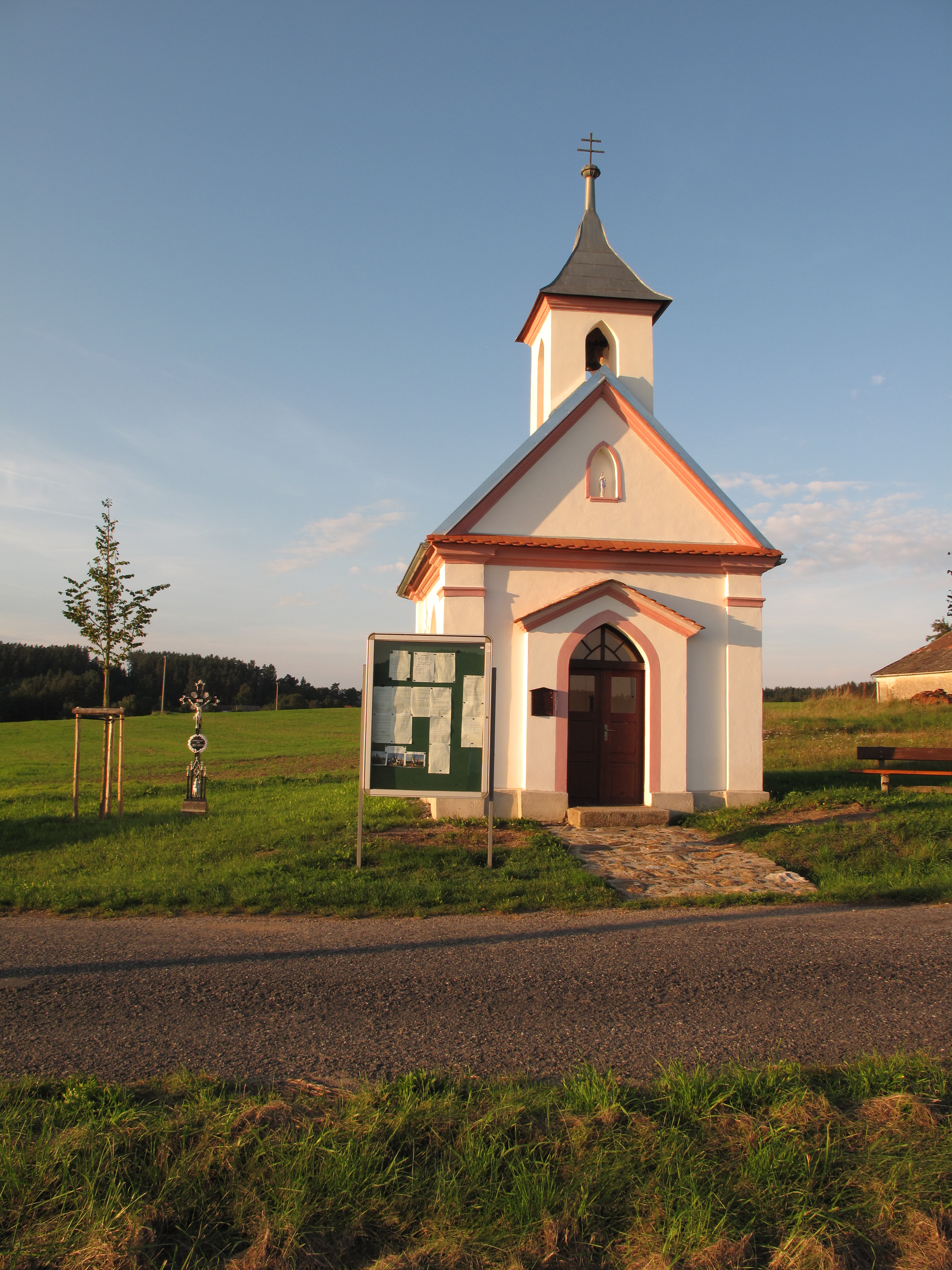
Kaplička
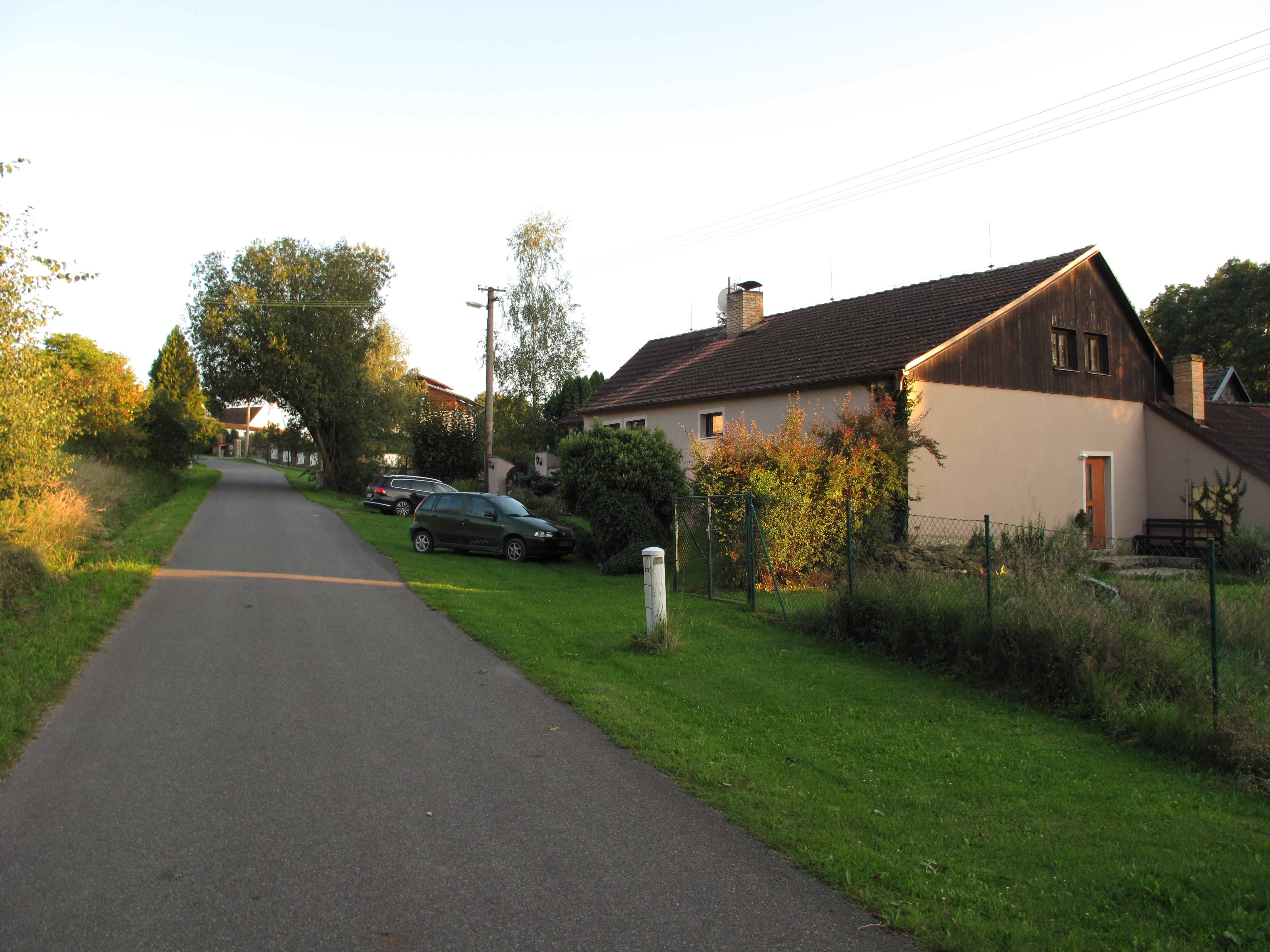
Dům u cesty